# Everybody's Got to Learn Sometime
Everybody's Got to Learn Sometime è un singolo del gruppo musicale britannico The Korgis, pubblicato il 15 giugno 1980 come primo estratto dal secondo album in studio Dumb Waiters.

## Successo commerciale
Il brano ha scalato le classifiche sia europee che americane piazzandosi al primo posto in Francia e Spagna.

## Cover
Dagli anni 80 ad oggi numerosi artisti hanno eseguito cover della canzone, tra cui Beck, i Pomplamoose, G-Eazy e Zucchero Fornaciari. Quest'ultimo nel 2004 ha riadattato il brano in italiano col titolo Indaco dagli occhi del cielo e l'ha incluso nell'album Zu & Co. Il brano di Beck fu utilizzato per i titoli di coda del film Se mi lasci ti cancello di Michel Gondry.